# 窥视秀 (英国电视剧)
《窥视秀》（英語：Peep Show）是一部英国情景喜剧，由大卫·米切尔和罗伯特·韦伯主演。该剧由杰西·阿姆斯特朗和萨姆·贝恩撰写，主演米切尔和韦伯等人也提供了一些剧本。该剧于2003年9月19日至2015年12月16日在第四台播出。2010年，该剧成为该频道历史上播出时间最长的喜剧。
《窥视秀》讲述了两个室友马克·科里根（米切尔饰）和杰里米“杰兹”·乌斯伯恩（韦伯饰）在伦敦南部克罗伊登公寓的生活。马克是一名悲观、不善社交的贷款经理，梦想成为一名学者；而杰里米是一名失业的懒汉，他住在马克公寓里的一间空余房间，梦想成为一名著名的音乐制作人。该节目采用视点镜头（这也是该节目标题“窥视秀”的由来），并以画外音的形式讲述主角马克和杰里米心里的想法。剧中人物所表述的想法和感受与其实际意图之间的对比是该剧幽默的一大来源。
尽管《窥视秀》在最初播出时从未取得过很高的收视率，但它却获得了一致好评，并成为了一部邪典。2019年4月，在该剧最后一集播出三年后，《广播时报》的一项民意调查中，该剧被评为第13大英国情景喜剧。该剧也被誉为21世纪最优秀的电视节目之一，也是有史以来最优秀的喜剧剧集之一。

## 演员和角色

### 主角

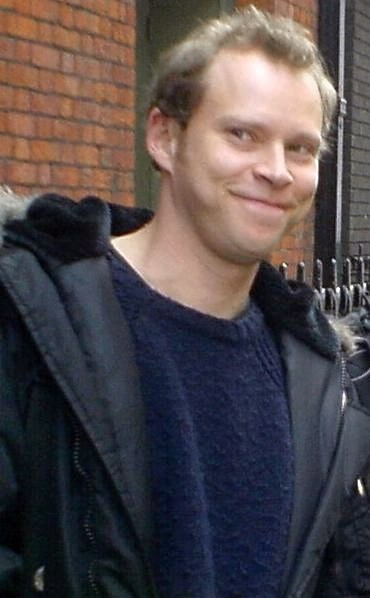
罗伯特·韦布饰演杰瑞米·厄斯伯恩

- 马克·科里根（Mark Corrigan；大卫·米切尔饰），剧中虚构公司JLB Credit的贷款经理。马克非常聪明但有些悲观和不善社交，他是剧中公寓的主人，与大学朋友杰里米合住这套公寓。虽然马克认为自己在道德上比别人（尤其是杰里米）优越，但事实上他往往自私自利、且心胸狭窄。
- 杰瑞米·“杰兹”·厄斯本（Jeremy "Jez" Usborne；罗伯特·韦伯饰），一名失业的、有抱负的音乐家，住在马克公寓的空余房间里。他自私、幼稚、傲慢，同时又认为自己才华横溢、魅力十足。尽管表面上他的社交能力比马克强，但他的过度自信和自恋意味着实际上他在社交方面同样无能。

### 常驻角色
- 苏菲·查普曼（Sophie Chapman；奥利维亚·科尔曼饰，第1-7季，客串第9季），JLB的一名员工，马克的同事，同时在这部剧中大部分时间内都是他的感情对象。
- 超级汉斯（Super Hans；马特·金饰），杰瑞米的乐队成员和朋友，他经常服用迷幻药物。他在每一季都有出现，在54集中出演了36集。他的真名在第9季的第二集中透露为“西蒙”（Simon）。
- 托妮（Toni；Elizabeth Marmur饰；第1-2集），马克和杰里米的邻居和恋爱对象。
- 杰夫·希尼（Jeff Heaney；尼尔-菲茨莫里斯饰，第1-3、5-7季；客串第4、8-9季），马克在JLB的同事和竞争对手。两人经常为争夺索菲的芳心而发生冲突，杰夫更男人、更自信的行为衬托了马克温和的个性。
- 艾伦·约翰逊（Alan Johnson；帕特森·约瑟夫饰，第2-3、5-6、9季；客串第1、4、7-8季），他是JLB的高级贷款经理，也是马克在剧中大部分时间的上司。他表面上表现得自信满满，实际上却鲁莽、自欺欺人。尽管如此，马克还是不断拼命寻求他的认可。
- 南希（Nancy；蕾切尔·布兰查德饰，第2、4季），来自美国，和杰瑞米有过一段恋情。
- 苏茨（Big Suze；Sophie Winkleman饰，第3、5-6 季；第4、7季客串），杰瑞米的前女友，也是他经常约会的对象。
- 杰拉德-马修（Gerrard Matthew；吉姆-豪维克饰，第 5-7 季；第4、8季客串），马克在JLB身患疾病的同事，也是他的朋友。
- 多比（Dobby；Isy Suttie饰，第5-8季；第9季客串），JLB的一名IT工作人员，自认是个不合群的人，和马克很像。
- 伊莲娜（Elena；Vera Filatova饰，第6季），来自俄罗斯，与马克和杰里米都有过一段恋情。

## 系列概览

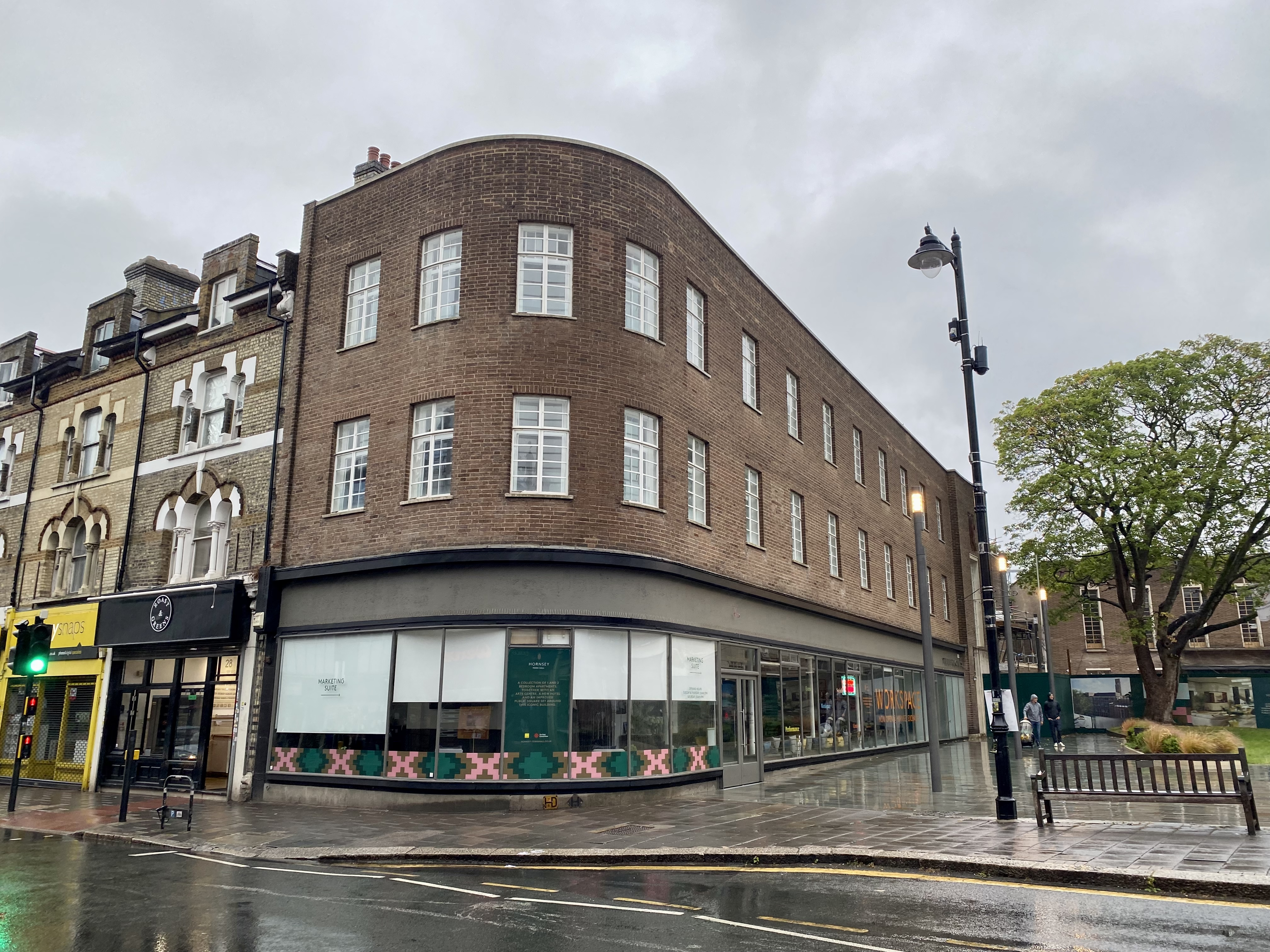
位于克罗奇恩德百老汇的这栋建筑是该剧片头的背景

| 季数 | 集数 | 首次播出       | 最后播出       |
| ---- | ---- | -------------- | -------------- |
| 1    | 6    | 2003年9月19日  | 2003年10月24日 |
| 2    | 6    | 2004年11月12日 | 2004年12月17日 |
| 3    | 6    | 2005年11月11日 | 2005年12月16日 |
| 4    | 6    | 2007年4月13日  | 2007年5月18日  |
| 5    | 6    | 2008年5月2日   | 2008年6月6日   |
| 6    | 6    | 2009年9月18日  | 2009年10月23日 |
| 7    | 6    | 2010年11月26日 | 2010年12月29日 |
| 8    | 6    | 2012年11月24日 | 2012年12月24日 |
| 9    | 6    | 2015年11月11日 | 2015年12月16日 |